# Луїс Фабіано
Луїс Фабіано Клементе (порт. Luís Fabiano Clemente, 8 листопада 1980, Кампінас) — колишній бразильський футболіст.

## Біографія
Почавши кар'єру в «Понте-Прета», Луїс Фабіано став відоміший за виступами у «Сан-Паулу», в якому він був найкращим нападником. Наступним етапом в його футбольній кар'єрі був французький «Ренн», в якому він не зміг розкрити свій талант. Після невдалого сезону в Португалії, Луїс Фабіано з «Порту» за 10 млн євро перейшов до іспанської «Севільї».
За короткий час Фабіано став справжнім лідером команди і одним з найкращих нападників іспанського чемпіонату. У сезоні 2007/08 він став найкращим бомбардиром команди. Забив один з м'ячів у фіналі Кубка УЄФА сезону 2005/06 з «Мідлсбро» і став одним із творців перемоги «Севільї». У сезоні 2009/10 в чемпіонаті Іспанії він забив 15 м'ячів в 23 матчах і став восьмим у списку бомбардирів, крім того він забив ще два м'ячі в Лізі чемпіонів.

## Досягнення
«Сан-Паулу»
- Турнір Ріо-Сан-Паулу: 2001
- Південноамериканський кубок: 2012

 «Порту»
- Міжконтинентальний кубок: 2004

 «Севілья»
- Кубок УЄФА: 2005-06, 2006-07
- Суперкубок УЄФА: 2006
- Кубок Іспанії: 2006-07, 2009-10
- Суперкубок Іспанії: 2007

 Бразилія
- Кубок Америки: 2004
- Кубок конфедерацій: 2009
- Суперкласіко де лас Амерікас: 2012

Індивідуальні
- Найкращий бомбардир чемпіонату Бразилії: 2002
- Володар Срібного м'яча у Бразилії: 2003
- Найкращий бомбардир Ліги Пауліста: 2003
- Найкращий бомбардир Кубок Лібертадорес: 2004
- Найкращий бомбардир Кубка Іспанії: 2009
- Володар Срібного м'яча Кубка Конфедерацій: 2009
- Володар золотої бутси Кубка Конфедерацій: 2009
- Володар Золотої самби: 2009